# Gấu túi thông thường
Gấu túi thông thường, tên khoa học Vombatus ursinus, còn được gọi là Gấu túi mũi trần hay lửng túi thường, là một loài gấu túi, một trong ba loài gấu túi và là thành viện duy nhất trong chi Vombatus. Gấu túi thông thường phát triển tới chiều dài trung bình 98 cm (39 in) và trọng lượng 26 kg (57 lb).

## Phân bố

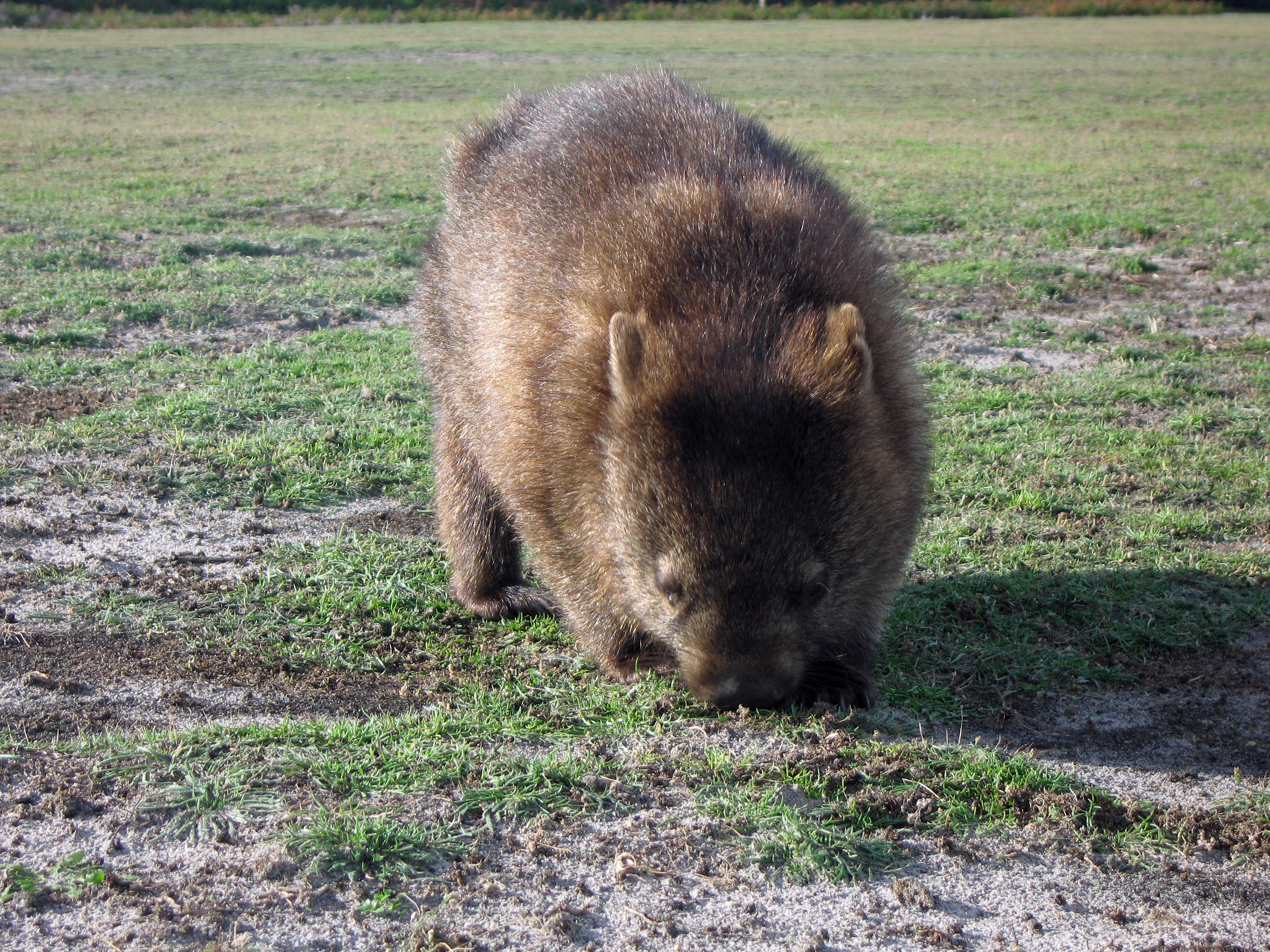
Common wombat in Narawntapu National Park, Tasmania

Nó phổ biến rộng rãi trong các bộ phận về phía nam và phía đông Úc, bao gồm Tasmania, và ở các huyện miền núi xa về phía bắc như phía nam của Queensland, nhưng đang giảm ở Tây Victoria và Nam Úc.

## Hình ảnh

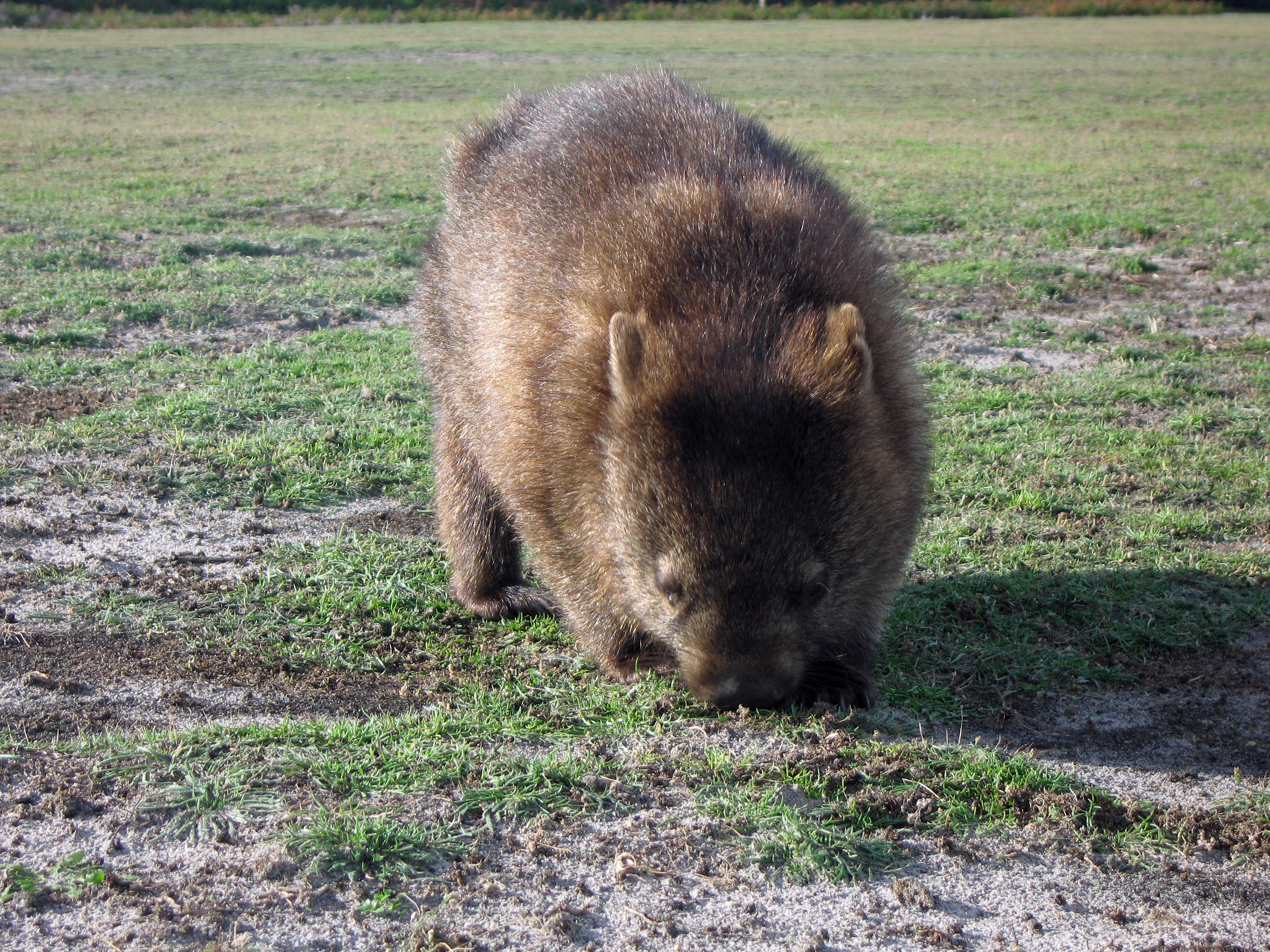
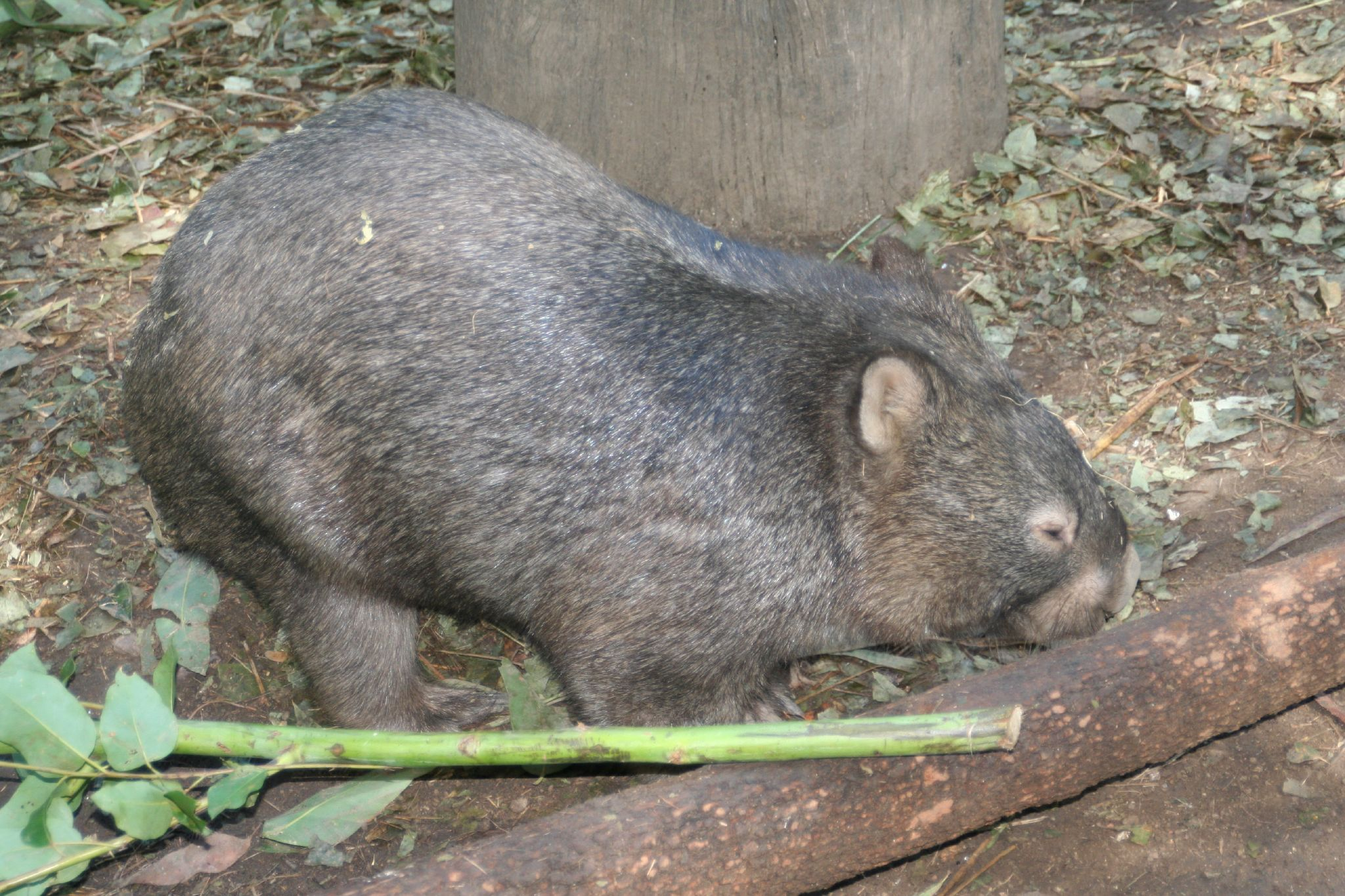

## Mô tả
Gấu túi thông thường có cơ thể mạnh mẽ và được cấu tạo thấp, gần mặt đất. Khi phát triển đầy đủ, chúng có thể dài từ 80 đến 130 cm, và nặng từ 17 đến 40 kg. Nó được phân biệt với cả hai loài gấu túi mũi lông bằng mũi hói của chúng.